# Pylaisiadelpha capillacea
Pylaisiadelpha capillacea är en bladmossart som beskrevs av Benito C. Tan och Jia Yu 1999. Pylaisiadelpha capillacea ingår i släktet Pylaisiadelpha och familjen Sematophyllaceae. Inga underarter finns listade i Catalogue of Life.